# Корисний ідіот
Кори́сний ідіо́т, кори́сний бо́вдур (англ. useful idiot, хорв. korisna budala) — сталий вираз, популярний мем, поняття, яким у політичному жаргоні називають особу, яка відстоює певну ідею без повного розуміння мети цієї ідеї і яку цинічно використовують лідери цієї ідеї. Вважається, що вираз був ведений в обіг на початку ХХ століття В. І. Леніним для позначення інтелектуалів-прихильників Радянського Союзу в західних країнах, які не були комуністами.

## Історія
Поширеною є версія, згідно з якою авторство терміну належить Володимиру Леніну. Однак це словосполучення в офіційних друкованих працях Леніна не зустрічається. Вторинні джерела посилаються на вислів Леніна у викладенні Юрія Анненкова: «культурні верстви Західної Європи та Америки не здатні розбиратись в сучасному стані справ … ці верстви слід вважати за глухонімих та діяти щодо них, виходячи з цього». В інших джерелах авторство приписують Карлу Радеку.
Словосполучення використовували в англійській мові для позначення дурнів, здатних виконувати корисну працю.
Про те, що комуністи іменували «корисними бовдурами» несвідомих чи благодушних «помічників» з іншого табору, у 1946 році розповів Богдан Радіца, який втік з Югославії наприкінці другої світової війни. Відтак очевидно, що термін активно вживався і за міжвоєнної доби (хоча б тому, що для його засвоєння не лише в Москві, а й на комуністичній «периферії» був потрібний час), але неофіційно, в усному спілкуванні «між своїми».
Термін був також використаний у статті 1948 року в італійській газеті L'Umanità, на яку посилалась стаття в New York Times про італійську політику.
Російська служба Бі-Бі-Сі наводить таке пояснення:

Вислів «корисні ідіоти» на Заході часто приписують Леніну, хоча фахівці мають сумнів стосовно його авторства. Зазвичай, так називають західних інтелектуалів, які підтримують Радянську владу, не розуміючи, що вона пов'язана зі Сталінськими репресіями, Голодом, та іншими життєвими негараздами в Росії.

Винахідником технології залучення до співпраці з комуністами західних інтелектуалів за допомогою створення численних громадських організацій, які декларували найшляхетніші цілі, залучали до свої лав якмога більше гучних імен, а потім спрямовували у потрібне русло інфільтрованими до них функціонерами, вважають Віллі Мюнценберга. Йому також приписують термін «клуби невинних» для позначення таких організацій, проте громадянська дружина Мюнценберга Бабетта Гросс згодом заперечувала, що він коли-небудь вживав це словосполучення.
Серед людей, використаних Мюнценбергом для пропагандистських цілей, називають, зокрема, Альберта Ейнштейна, Джорджа Бернарда Шоу, Томаса Манна, Анрі Барбюса, Ромена Роллана, Мартіна Андерсена-Нексе, Ептона Сінклера, Джона Дос Пасоса.

## Приклади використання
«Корисними ідіотами» часто називають заради приниження тих, хто підтримує погану справу через свою «наївну» віру в роботу заради загального блага.
Наприклад, деякі коментатори обрали цей термін для позначення людей, які ненавмисно підтримують ісламський тероризм. Так, Ентоні Браун в статті в газеті The Times написав:

Деякі елементи привілейованих верств британського суспільства проявляли відверту симпатію Адольфу Гітлеру. В наші дні подібну підтримку мають ісламісти. В 1930-ті це був Едвард VIII, аристократи та Daily Mail; сьогодні це активісти лівих рухів, The Guardian та деякі підрозділи BBC. Можливо вони й не прагнуть світової теократії, але вони, подібно західним захисникам Радянського Союзу — корисні ідіоти.

Брюс Торнтон, професор Університету штату Каліфорнія у Фресно:

Ленін називав їх «корисними ідіотами», — людей, які живуть в ліберально-демократичних країнах, котрі, надаючи моральну та матеріальну підтримку тоталітарній ідеології, насправді, власними руками в'яжуть петлю, на якій їх згодом повісять. Питання, чому вільні та заможні люди так несамовито прагнуть знищити й перше, й друге, досі залишається відкритим. Сьогодні корисних ідіотів можна знайти й серед прибічників примирення, рефлексивного антиамериканізму, та сентиментального ідеалізму, вони намагаються протистояти необхідним заходам, які здійснюють щодо ще однієї ідеології, яка ненавидить свободу — радикального ісламу.
Оригінальний текст (англ.)
Lenin called them "useful idiots," those people living in liberal democracies who by giving moral and material support to a totalitarian ideology in effect were braiding the rope that would hang them. Why people who enjoyed freedom and prosperity worked passionately to destroy both is a fascinating question, one still with us today. Now the useful idiots can be found in the chorus of appeasement, reflexive anti-Americanism, and sentimental idealism trying to inhibit the necessary responses to another freedom-hating ideology, radical Islam.
— FrontpageMag.com
В документальній передачі 2010 р. на Бі-Бі-Сі серед корисних ідіотів Сталіна були названі деякі відомі британські письменники, зокрема: Герберт Уеллс та Доріс Лессінг, ірландський письменник Джордж Бернард Шоу, американський журналіст Волтер Дюранті та співак Поль Робсон.